# Until It Sleeps
Until It Sleeps är en Metallica-låt skriven av James Hetfield och Lars Ulrich. Den gavs ut 1996 på albumet Load och som singel. Som singel nådde den plats 10 på Billboard Hot 100.
Låten handlar om cancer, detta efter att båda Hetfields föräldrar avlidit till följd av sjukdomen.